# ساکیان
ساکیان (به لاتین: Suqian) یک شهر مرکزی در جمهوری خلق چین است که در جیانگسو واقع شده است.

## خصوصیات
ساکیان ۸٬۵۵۵ کیلومترمربع مساحت و ۴٬۷۳۰٬۰۰۰ نفر جمعیت دارد.